# Tour de Suisse 2022
Die Tour de Suisse 2022 war die 85. Austragung des Schweizer Etappenrennens. Das Radrennen fand vom 12. bis zum 19. Juni im Rahmen von acht Etappen statt und war Teil der UCI WorldTour 2022.
Im Jahr 2022 überschnitt sich die Rundfahrt mit dem Critérium du Dauphiné, das ebenfalls als wichtiges Vorbereitungsrennen für die Tour de France galt.
Gesamtsieger der Rundfahrt wurde Geraint Thomas (Ineos Grenadiers) vor Sergio Higuita (Bora-hansgrohe) und Jakob Fuglsang (Israel-Premier Tech). Michael Matthews (BikeExchange-Jayco) gewann die Punktwertung, während sich Quinn Simmons (Trek-Segafredo) die Bergwertung sicherte. Der Gesamtzweite Sergio Higuita gewann die Nachwuchswertung und sein Team Bora-hansgrohe die Teamwertung.
Die 85. Austragung der Tour de Suisse wurde maßgeblich von der COVID-19-Pandemie beeinflusst. Am 5. und 6. Etappentag, verließen mehrere Fahrer und sogar ganze Teams die Rundfahrt aufgrund von positiven COVID-19 Tests. Betroffen war auch Alexander Wlassow (Bora-hansgrohe), der als Gesamtführender die Rundfahrt vor der 6. Etappe verlassen musste.

## Streckenführung

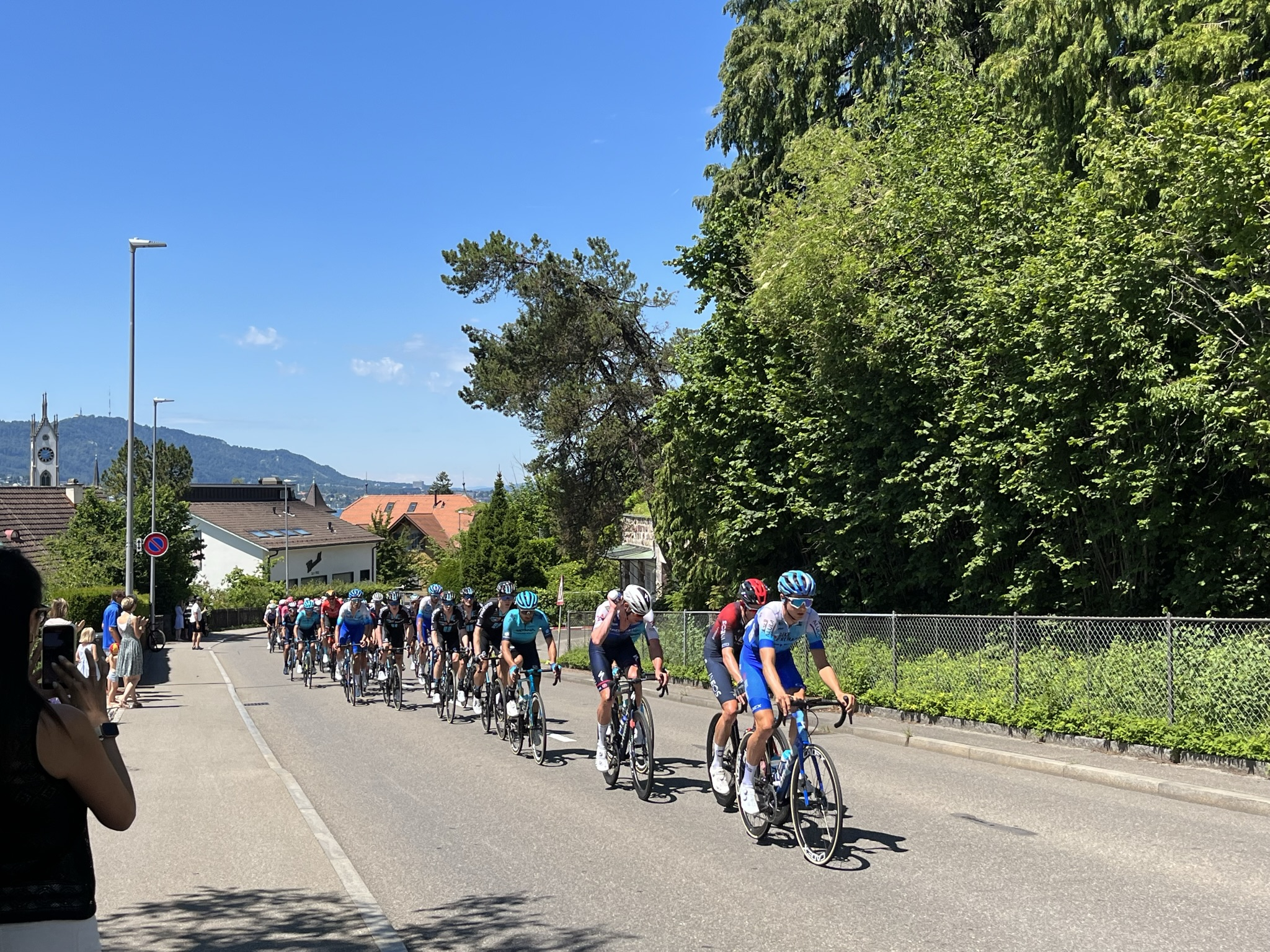
Anstieg in Küsnacht ZH während der ersten Etappe

Insgesamt legten die Fahrer in den acht Etappen 1330,4 Kilometer zurück. Es standen fünf hüglige Etappen und zwei Bergankünfte sowie ein Einzelzeitfahren auf dem Programm. Die Rundfahrt begann mit einer Rundkurs-Etappe in Küsnacht im Kanton Zürich. Nach einem Abstecher in den Jura kehrten die Fahrer auf der vierten Etappe in die Zentralschweiz zurück, ehe die Rundfahrt am fünften Tag die Alpen des Tessins erreichten. Im Anschluss folgten Bergankünfte auf der Moosalp (2048 m) und dem Liechtensteiner Skiort Malbun (1560 m). Die letzte Etappe wurde in Form eines Einzelzeitfahrens in der Liechtensteiner Hauptstadt Vaduz ausgetragen. Der höchste Punkt der Rundfahrt war der Nufenenpass mit 2478 Metern Seehöhe.
| Etappe         | Datum             | Strecke             | Typ                 | km     |
| -------------- | ----------------- | ------------------- | ------------------- | ------ |
| 1              | So, 12. Juni 2022 | Küsnacht – Küsnacht | Mittelgebirgsetappe | 178    |
| 2              | Mo, 13. Juni 2022 | Küsnacht – Aesch    | Mittelgebirgsetappe | 196,9  |
| 3              | Di, 14. Juni 2022 | Aesch – Grenchen    | Mittelgebirgsetappe | 176,9  |
| 4              | Mi, 15. Juni 2022 | Grenchen – Brunnen  | Mittelgebirgsetappe | 190,8  |
| 5              | Do, 16. Juni 2022 | Ambrì – Novazzano   | Mittelgebirgsetappe | 190,1  |
| 6              | Fr, 17. Juni 2022 | Locarno – Moosalp   | Hochgebirgsetappe   | 177,5  |
| 7              | Sa, 18. Juni 2022 | Ambrì – Malbun      | Hochgebirgsetappe   | 194,6  |
| 8              | So, 19. Juni 2022 | Vaduz – Vaduz       | Einzelzeitfahren    | 25,6   |
| Gesamtdistanz: | Gesamtdistanz:    | Gesamtdistanz:      | Gesamtdistanz:      | 1330,4 |

## Reglement
Im Rahmen der 85. Auflage wurden Trikots für die Gesamtwertung (gelb), Punktewertung (schwarz), Bergwertung (rot) und Nachwuchswertung (weiss) vergeben. Für die Teamwertung wurden die Zeiten der drei besten Fahrer pro Etappe zusammengezählt. Während den Etappen gab es die Möglichkeit, Zeitbonifikationen zu gewinnen, um sich in der Gesamtwertung zu verbessern. Die Vergabe der Sekunden sowie der Punkte für die Punkte- und Bergwertung wird in der folgenden Tabelle erklärt.
|               |                | 1. | 2. | 3. | 4. | 5. | Platz    |
| Punktewertung | Zielankunft    | 12 | 8  | 6  | 4  | 2  | Punkte   |
| Punktewertung | Zwischensprint | 4  | 2  | 1  |    |    | Punkte   |
| Bergwertung   | HC-Kategorie   | 20 | 15 | 10 | 6  | 4  | Punkte   |
| Bergwertung   | 1. Kategorie   | 12 | 8  | 6  | 4  | 2  | Punkte   |
| Bergwertung   | 2. Kategorie   | 6  | 4  | 3  | 2  | 1  | Punkte   |
| Bergwertung   | 3. Kategorie   | 3  | 2  | 1  |    |    | Punkte   |
| Bonussekunden | Zielankunft    | 10 | 6  | 4  |    |    | Sekunden |
| Bonussekunden | Zwischensprint | 3  | 2  | 1  |    |    | Sekunden |

## Teilnehmende Mannschaften und Fahrer
Neben den 18 UCI WorldTeams starteten 3 UCI ProTeams sowie eine Auswahl des Schweizer Nationalteams. Für jedes Team waren sieben Fahrer startberechtigt, wobei das Team BikeExchange-Jayco nur mit sechs Fahrern an den Start ging. Ben King (Human Powered Health) startete das Rennen nicht. Von den insgesamt 152 Startern erreichten nur 76 das Ziel der letzten Etappe.
Im Kampf um den Gesamtsieg galten Alexander Wlassow, Sergio Higuita (beide Bora-hansgrohe), Remco Evenepoel (Quick-Step Alpha Vinyl), Jakob Fuglsang (Israel Premier-Tech), Sepp Kuss (Jumbo-Visma), Gino Mäder (Bahrain Victorious), Thibaut Pinot (Groupama-FDJ), Domenico Pozzovivo (Intermarché-Wanty-Gobert Matériaux), Rigoberto Urán, Hugh Carthy (beide EF Education-EasyPost), Thymen Arensman (DSM) und Ion Izagirre (Cofidis) als aussichtsreiche Kandidaten. Dazu kamen die Ineos Grenadiers, die mit Daniel Felipe Martínez, Adam Yates und Geraint Thomas gleich mehrere potentielle Gesamtsieger an den Start schickten.
Aufgrund der hügligen Etappen nahmen mit Michael Matthews (BikeExchange-Jayco), Alexander Kristoff (Intermarché-Wanty-Gobert Matériaux), Bryan Coquard (Cofidis), Peter Sagan (TotalEnergies), Cees Bol (DSM) und Marco Haller (Bora-hansgrohe) nur wenige Sprinter die Rundfahrt in Angriff. Hinzu kamen jedoch endschnelle Fahrer wie Thomas Pidcock (Ineos Grenadiers), Patrick Bevin (Israel Premier-Tech), Diego Ulissi und Marc Hirschi (beide UAE Team Emirates), die auch auf gebirgigerem Terrain gut zurechtkamen.
Im Abschlusszeitfahren galten der Europameister Stefan Küng (Groupama-FDJ), Stefan Bissegger (EF Education-EasyPost) und Remco Evenepoel als mögliche Siegesanwärter.
| UCI WorldTeams | UCI WorldTeams        | UCI WorldTeams | UCI WorldTeams                    | UCI WorldTeams | UCI WorldTeams          | UCI ProTeams | UCI ProTeams         | Nationalteams |
| -------------- | --------------------- | -------------- | --------------------------------- | -------------- | ----------------------- | ------------ | -------------------- | ------------- |
| ACT            | AG2R Citroën Team     | IGD            | Ineos Grenadiers                  | BEX            | Team BikeExchange-Jayco | AFC          | Alpecin-Fenix        | Schweiz       |
| AST            | Astana Qazaqstan Team | IWG            | Intermaché-Wanty-Gobert Matériaux | DSM            | Team DSM                | TEN          | TotalEnergies        |               |
| TBV            | Bahrain Victorious    | IPT            | Israel-Premier Tech               | TFS            | Trek-Segafredo          | HPM          | Human Powered Health |               |
| BOH            | Bora-Hansgrohe        | TJV            | Jumbo-Visma                       | UAD            | UAE Team Emirates       |              |                      |               |
| COF            | Cofidis               | LTS            | Lotto Soudal                      |                |                         |              |                      |               |
| EFE            | EF Education-EasyPost | MOV            | Movistar Team                     |                |                         |              |                      |               |
| GFC            | Groupama-FDJ          | QST            | Quick-Step Alpha Vinyl Team       |                |                         |              |                      |               |

## Rennverlauf und Ergebnisse
Bereits auf der hügligen ersten Etappe kam es zu größeren Abständen in der Gesamtwertung. Auf dem letzten Anstieg des Küsnachterbergs (648 m) löste sich eine Gruppe mit 15 Fahrern, die zeitgleich das Ziel erreichten. Im Sprint setzte sich Stephen Williams (Bahrain Victorious) vor Maximilian Schachmann (Bora-hansgrohe) und Andreas Kron (Lotto Soudal) durch und schlüpfte als erster Fahrer ins Gelbe Trikot des Gesamtführenden. Nicht in der Gruppe vertreten waren unter anderen Daniel Felipe Martínez (Ineos Grenadiers), Rigoberto Urán (EF Education-EasyPost), Thibaut Pinot (Groupama-FDJ) und Gino Mäder (Bahrain Victorious) die 51 Sekunden verloren. Thymen Arensman (DSM) und Hugh Carthy (EF Education-EasyPost) erreichten das Ziel mit in einer weiteren abgehängten Gruppe mit einem Rückstand von fast zwei Minuten. Die zweite Etappe gewann Andreas Leknessund (DSM) aus einer Ausreißergruppe, nachdem der sich auf dem letzten Anstieg, dem Challpass (745 m), von seinen Fluchtgefährten hatte absetzen können. Im Hauptfeld, dass das Ziel mit 38 Sekunden Rückstand erreichte, setzte sich Alberto Bettiol (EF Education-EasyPost) im Sprint vor Michael Matthews (BikeExchange-Jayco) durch. In der Gesamtwertung verteidigte Stephen Williams das Gelbe Trikot. Die dritte Etappe endete mit einem Massensprint, den Peter Sagan (TotalEnergies) vor Bryan Coquard (Cofidis) und Alexander Kristoff (Intermarché-Wanty-Gobert Matériaux) gewann. Für Peter Sagan war es der 18. Etappensieg bei der Tour de Suisse, womit er nun der alleinige Rekordhalter an Etappensiegen bei der Rundfahrt ist. In der Gesamtwertung kam es zu kleinen Veränderungen, da Maximilian Schachmann und Alexei Luzenko (Astana Qazaqstan) nach einem Sturz rund vier Kilometer vor dem Ziel viel Zeit verloren und Geraint Thomas (Ineos Grenadiers) sich beim zweiten Zwischensprint drei Bonussekunden sicherte. Stephen Williams blieb jedoch im Gelben Trikot. Auf der vierten Etappe kam es zu einem Sprint aus einem reduzierten Feld. In diesem setzte sich Daryl Impey (Israel-Premier Tech) vor Michael Matthews und Søren Kragh Andersen (DSM) durch.
Zur fünften Etappe traten insgesamt 16 Fahrer nicht mehr an. Vom Team DSM traten die Fahrer Cees Bol, Casper Pedersen und Søren Kragh Andersen nach positiven SARS-CoV-2-Tests nicht zur Etappe an; das Team Jumbo-Visma zog nach einem zunächst nicht näher genannten Coronafall sein gesamtes Team von der Rundfahrt zurück, darunter auch den Gesamtsiegskandidaten Sepp Kuss. Mit Adam Yates (Ineos Grenadiers) musste auch ein weiterer Favorit auf den Gesamtsieg die Rundfahrt COVID-19-bedingt beenden. Auf dem hügligen Rundkurs der fünften Etappe kam es schließlich zu einem Ausscheidungsrennen. Letztlich verblieben mit Geraint Thomas (Ineos Grenadiers), Jakob Fuglsang (Israel-Premier Tech), Alexander Wlassow, Maximilian Schachmann (beide Bora-hansgrohe) und Neilson Powless (EF Education-EasPost) fünf Fahrer in der ersten Gruppe, in der der Sieger in einem Sprint ermittelt wurde. Alexander Wlassow setzte sich gegenüber Neilson Powless und Jakob Fuglsang durch und übernahm das Gelbe Trikot von Stephen Williams, der als 99. fast eine halbe Stunde verlor. Die meisten weiteren Gesamtklassement-Fahrer erreichten das Ziel mit rund zehn Sekunden Rückstand und verblieben somit im Kampf um den Rundfahrt-Sieg. Remco Evenepoel (Quick-Step Alpha Vinyl), der als einer der Favoriten auf den Gesamtsieg galt, wurde rund 10 Kilometer vor dem Ziel in einer Steigung abgehängt und verlor über zwei Minuten auf den Tagessieger.
Vor dem Start der sechsten Etappe am Freitag verschärfte sich die COVID-Situation nochmals. Insgesamt traten 29 Fahrer nicht mehr an, darunter auch der zu diesem Zeitpunkt im Gesamtklassement führende Alexander Wlassow. Die Teams Alpecin-Fenix, UAE Team Emirates sowie Bahrain-Victorious zogen ihr gesamtes Team von der Rundfahrt zurück. Den Etappensieg der ersten Bergankunft sicherte sich Nico Denz (DSM) aus der Ausreißergruppe, in der er sich im Sprint gegen Clément Champoussin (AG2R Citroën) und José Herrada (Cofidis) durchsetzte. In der Gruppe der Favoriten kamen sechs Fahrer an. Darunter war auch Jakob Fuglsang, der das Gelbe Trikot vom ausgeschiedenen Alexander Wlassow übernahm. In der Gesamtwertung führte der Däne nun mit einem Vorsprung einer Sekunde auf Geraint Thomas und zehn Sekunden auf Sergio Higuita (Bora-hansgrohe). Auf der siebten Etappe und zweiten Bergankunft setzte sich Thibaut Pinot (Groupama-FDJ) in der Ausreißergruppe durch und gewann vor Óscar Rodríguez (Movistar) und Alexei Lutzenko. Im Kampf um den Gesamtsieg kam es zu den ersten größeren Lücken. Sergio Higuita griff rund zwei Kilometer vor dem Ziel an und löste sich von den anderen Favoriten. Der Träger des Gelben Trikots, Jakob Fuglsang, versuchte den Abstand gering zu halten, wurde jedoch auf den letzten Metern von Geraint Thomas angegriffen, der in der Gesamtwertung nur eine Sekunde hinter ihm lag. Sergio Higuita erreichte das Ziel in Malbun mit einem Rückstand von einer Minute und 19 Sekunden auf den Etappensieger. Dahinter folgten Geraint Thomas mit weiteren 11 Sekunden und Jakob Fuglsang mit 18 Sekunden Rückstand. Vor dem abschließenden Einzelzeitzahren übernahm Sergio Higuita das Gelbe Trikot mit einem Vorsprung von zwei Sekunden auf Geraint Thomas und 19 Sekunden auf Jakob Fuglsang.
Im Zeitfahren der letzten Etappe setzte sich Remco Evenepoel vor Geraint Thomas und Stefan Küng (Groupama-FDJ) durch. Geraint Thomas übernahm am letzten Tag das Gelbe Trikot von Sergio Higuita, der über eine Minute auf den Briten verlor. Jakob Fuglsang absolvierte die 25,6 Kilometer zwar um 15 Sekunden schneller als Sergio Higuita, blieb in der Gesamtwertung jedoch hinter dem Kolumbianer. Geraint Thomas feierte seinen ersten Gesamtsieg bei der Tour de Suisse mit einem Vorsprung von einer Minute und 12 Sekunden auf Sergio Higuita. Vier Sekunden weiter zurück belegte Jakob Fuglsang Rang drei.
Etappe 1: Küsnacht – Küsnacht (178 km)
Die erste Etappe startete und endete auf der Forch (zur Gemeinde Küsnacht gehörend) und wurde auf einem 45,5 Kilometer langen Rundkurs ausgetragen, der vier Mal absolviert werden musste. Der Rundkurs entsprach in Teilen den Streckenführungen der Meisterschaft von Zürich, die heute nicht mehr ausgetragen wird. Die Strecke verlief zwischen dem Zürichsee und dem Greifensee und führte über mehrere Anstiege der Pfannenstiel-Zürichberg-Kette. Die Runde führte von der Forch (680 m) nach Maur, weiter vom Südufer des Greifensees (438 m) nach Gossau, wo ab der zweiten Runde bei jeder Durchfahrt ein Zwischensprint ausgefahren wurde (Kilometer 52,5, 98 und 143). Vorbei am Schloss Grüningen erreichten die Fahrer Oetwil am See, wo ein Anstieg der 3. Kategorie auf den Pfannenstiel (Vorderer Pfannenstiel; 735 m) erfolgte. Dieser wurde bei der letzten Überfahrt 19 Kilometer vor dem Ziel überquert und wies bei einer Länge von 3,9 Kilometern eine durchschnittliche Steigung von 4,9 % auf. Anschliessend folgte eine Abfahrt an der Goldküste des Zürichsees, die am Seeufer in Erlenbach endete. Ein kurzes, flaches Stücke entlang des Ufers führte die Fahrer ins Zentrum von Küsnacht (412 m). Hier begann die Steigung des Küsnachterbergs (648 m), der ebenfalls als Bergwertung der 3. Kategorie klassifiziert war und mit im Schnitt 8,2 % über 2,7 Kilometer führte. Der Anstieg wurde 4,5 Kilometer vor dem Ziel das letzte Mal überquert, ehe ein Plateau zurück auf die Forch führte, wo sich das Ziel auf der Hohrütistrasse befand. Auf der ersten der vier Runden wurden weder Punkte bei dem Zwischensprint noch bei den Bergwertungen vergeben.
| Platz | Fahrer                | Nation | Team                               | Zeit                   |
| ----- | --------------------- | ------ | ---------------------------------- | ---------------------- |
| 01.   | Stephen Williams      | GBR    | Bahrain Victorious                 | 4:16:51 h (41,48 km/h) |
| 02.   | Maximilian Schachmann | GER    | Bora-hansgrohe                     | "                      |
| 03.   | Andreas Kron          | DEN    | Lotto Soudal                       | "                      |
| 04.   | Marc Hirschi          | SUI    | UAE Team Emirates                  | "                      |
| 05.   | Alexei Luzenko        | KAZ    | Astana Qazaqstan Team              | "                      |
| 06.   | Ilan Van Wilder       | BEL    | Quick-Step Alpha Vinyl Team        | "                      |
| 07.   | Stefan Küng           | SUI    | Groupama-FDJ                       | "                      |
| 08.   | Sergio Higuita        | COL    | Bora-hansgrohe                     | "                      |
| 09.   | Sepp Kuss             | USA    | Jumbo-Visma                        | "                      |
| 010.  | Domenico Pozzovivo    | ITA    | Intermarché-Wanty-Gobert Matériaux | "                      |

| Platz | Fahrer                | Nation | Team                               | Zeit       |
| ----- | --------------------- | ------ | ---------------------------------- | ---------- |
| 01.   | Stephen Williams      | GBR    | Bahrain Victorious                 | 4:16:41 h  |
| 02.   | Maximilian Schachmann | GER    | Bora-hansgrohe                     | + 0:04 min |
| 03.   | Andreas Kron          | DEN    | Lotto Soudal                       | + 0:06 min |
| 04.   | Marc Hirschi          | SUI    | UAE Team Emirates                  | + 0:10 min |
| 05.   | Alexei Luzenko        | KAZ    | Astana Qazaqstan Team              | "          |
| 06.   | Ilan Van Wilder       | BEL    | Quick-Step Alpha Vinyl Team        | "          |
| 07.   | Stefan Küng           | SUI    | Groupama-FDJ                       | "          |
| 08.   | Sergio Higuita        | COL    | Bora-hansgrohe                     | "          |
| 09.   | Sepp Kuss             | USA    | Jumbo-Visma                        | "          |
| 10.   | Domenico Pozzovivo    | ITA    | Intermarché-Wanty-Gobert Matériaux | "          |

Etappe 2: Küsnacht – Aesch (196,9 km)
Die zweite Etappe führte von Küsnacht in den Jura und endete in Aesch nahe der Stadt Basel. Die Strecke führte die Fahrer in Richtung Westen und umfuhr dabei Zürich grossräumig. Nach mehreren nicht kategorisierten Anstiegen erreichten die Fahrer in der zweiten Rennhälfte Gempen (703 m), wo eine Bergwertung der 2. Kategorie abgenommen wurde. Nach der anschliessenden Abfahrt folgte ein Zwischensprint in Therwil, ehe rund 50 Kilometer vor dem Ziel die Zielpassage zum ersten Mal erreicht wurde. Nun folgte ein Rundkurs mit zwei Anstiegen, der einmal befahren wurde. Zunächst wurde der Eichenberg (558 m), ein Anstieg der 3. Kategorie, überquert, ehe 14,5 Kilometer vor dem Ziel der Challpass (745 m) passiert wurde. Dieser ist als Anstieg der 2. Kategorie klassifiziert und wies eine durchschnittliche Steigung von 6,2 % über eine Distanz von 6,3 Kilometern auf. Die letzten Kilometer führten bergab mit mehreren kurzen Gegensteigungen ins Ziel. Der zweite Zwischensprint wurde 35 Kilometer vor dem Ziel in Bretzwil kurz nach dem Eichenberg abgenommen.
| Platz | Fahrer             | Nation | Team                               | Zeit                   |
| ----- | ------------------ | ------ | ---------------------------------- | ---------------------- |
| 01.   | Andreas Leknessund | NOR    | Team DSM                           | 4:46:22 h (41,48 km/h) |
| 02.   | Alberto Bettiol    | ITA    | EF Education-EasyPost              | + 0:38 min             |
| 03.   | Michael Matthews   | AUS    | Team BikeExchange-Jayco            | "                      |
| 04.   | Andrea Pasqualon   | ITA    | Intermarché-Wanty-Gobert Matériaux | "                      |
| 05.   | Matteo Trentin     | ITA    | UAE Team Emirates                  | "                      |
| 06.   | Nikias Arndt       | GER    | Team DSM                           | "                      |
| 07.   | Stefan Küng        | SUI    | Groupama-FDJ                       | "                      |
| 08.   | Edoardo Zambanini  | ITA    | Bahrain Victorious                 | "                      |
| 09.   | Daniel Oss         | ITA    | TotalEnergies                      | "                      |
| 10.   | Stefano Oldani     | ITA    | Alpecin-Fenix                      | "                      |

| Platz | Fahrer                | Nation | Team                               | Zeit       |
| ----- | --------------------- | ------ | ---------------------------------- | ---------- |
| 01.   | Stephen Williams      | GBR    | Bahrain Victorious                 | 4:16:41 h  |
| 02.   | Maximilian Schachmann | GER    | Bora-hansgrohe                     | + 0:04 min |
| 03.   | Andreas Kron          | DEN    | Lotto Soudal                       | + 0:06 min |
| 04.   | Andreas Leknessund    | NOR    | Team DSM                           | + 0:07 min |
| 05.   | Stefan Küng           | SUI    | Groupama-FDJ                       | + 0:10 min |
| 06.   | Alexei Luzenko        | KAZ    | Astana Qazaqstan Team              | "          |
| 07.   | Sepp Kuss             | USA    | Jumbo-Visma                        | "          |
| 08.   | Marc Hirschi          | SUI    | UAE Team Emirates                  | "          |
| 09.   | Alexander Wlassow     | RUS    | Bora-hansgrohe                     | "          |
| 10.   | Domenico Pozzovivo    | ITA    | Intermarché-Wanty-Gobert Matériaux | "          |

Etappe 3: Aesch – Grenchen (176,9 km)
Die dritte Etappe startete in Aesch und führte durch den Jura nach Grenchen. Unmittelbar nach dem Start führte die Strecke auf den Eichenberg (558 m), der bereits im Final der zweiten Etappe befahren wurde. Im Anschluss folgten weitere Steigungen wie der Col des Rangiers (853 m), die jedoch nicht kategorisiert waren. Die erste Bergwertung folgte auf der Côte au Bouvier (936 m), die etwa zur Hälfte des Rennens passiert wurde und als Anstieg der 1. Kategorie klassifiziert war. In weiterer Folge blieb das Terrain hügelig, und es folgten mit den Anstiegen von Bellelay (929 m) und Vauffelin (712 m) zwei Bergwertungen der 2. bzw. 3. Kategorie sowie ein Zwischensprint in Tavannes. 24,5 Kilometer vor dem Ziel wurde die Zielpassage das erste Mal passiert, und es folgte eine Schleife, die die Fahrer über einen Anstieg der 3. Kategorie nach Lommiswil (551 m) führte. Dieser war 1,2 Kilometer lang bei 6,2 % im Schnitt. Nach dem zweiten Zwischensprint in Bellach führten die letzten elf Kilometer flach ins Ziel.
| Platz | Fahrer             | Nation | Team                               | Zeit                   |
| ----- | ------------------ | ------ | ---------------------------------- | ---------------------- |
| 01.   | Peter Sagan        | SVK    | TotalEnergies                      | 4:28:38 h (39,51 km/h) |
| 02.   | Bryan Coquard      | FRA    | Cofidis                            | "                      |
| 03.   | Alexander Kristoff | NOR    | Intermarché-Wanty-Gobert Matériaux | "                      |
| 04.   | Thomas Pidcock     | GBR    | Ineos Grenadiers                   | "                      |
| 05.   | Alex Aranburu      | ESP    | Movistar Team                      | "                      |
| 06.   | Matteo Trentin     | ITA    | UAE Team Emirates                  | "                      |
| 07.   | Cees Bol           | NED    | Team DSM                           | "                      |
| 08.   | Michael Matthews   | AUS    | Team BikeExchange-Jayco            | "                      |
| 09.   | Mike Teunissen     | NED    | Jumbo-Visma                        | "                      |
| 10.   | Alberto Bettiol    | ITA    | EF Education-EasyPost              | "                      |

| Platz | Fahrer             | Nation | Team                | Zeit       |
| ----- | ------------------ | ------ | ------------------- | ---------- |
| 01.   | Stephen Williams   | GBR    | Bahrain Victorious  | 13:32:19 h |
| 02.   | Andreas Kron       | DEN    | Lotto Soudal        | + 0:06 min |
| 03.   | Andreas Leknessund | NOR    | Team DSM            | + 0:07 min |
| 04.   | Geraint Thomas     | GBR    | Ineos Grenadiers    | "          |
| 05.   | Stefan Küng        | SUI    | Groupama-FDJ        | + 0:10 min |
| 06.   | Sepp Kuss          | USA    | Jumbo-Visma         | "          |
| 07.   | Marc Hirschi       | SUI    | UAE Team Emirates   | "          |
| 08.   | Alexander Wlassow  | RUS    | Bora-hansgrohe      | "          |
| 09.   | Jakob Fuglsang     | DEN    | Israel-Premier Tech | "          |
| 10.   | Adam Yates         | GBR    | Ineos Grenadiers    | "          |

Etappe 4: Grenchen – Brunnen (190,8 km)
Die vierte Etappe startete in Grenchen und endete in Brunnen. Vom ersten Kilometer an führte die Strecke in Richtung Osten, und nach 32 Kilometern wurde in der Gemeinde Wynigen der Anstieg von Kappelen (785 m) überquert, auf dem eine Bergwertung der 3. Kategorie abgenommen wurde. Danach folgten grossteils flache Strassen vorbei am Sempachersee, Zugersee und Lauerzersee. 61,5 Kilometer vor dem Ziel gelangten die Fahrer zum ersten Mal zur Zielpassage und fuhren anschliessend entlang dem Nordufer des Vierwaldstättersees rund um die Rigi. In diesem Streckenabschnitt wurde in Vitznau der erste Zwischensprint ausgefahren. Beim Immensee gelangten die Fahrer erneut an das Südufer des Zugersees und fuhren anschliessend nach Oberarth, wo sie den zweiten Zwischensprint erreichten. Danach begann von Steinen aus der Anstieg nach Sattel (763 m), der 15,5 Kilometer vor dem Ziel lag. Der Anstieg war als Bergwertung der 2. Kategorie klassifiziert und führte bei im Schnitt 7,6 % über 3,8 Kilometer. Die anschliessende Abfahrt verlief über eine breite und grösstenteils gerade Strasse nach Schwyz, von wo aus die letzten fünf Kilometer flach ins Ziel führten. Die Etappenankunft in Brunnen wurde vom ehemaligen technischen Direktor Kurt Betschart organisiert.
| Platz | Fahrer               | Nation | Team                    | Zeit                   |
| ----- | -------------------- | ------ | ----------------------- | ---------------------- |
| 01.   | Daryl Impey          | RSA    | Israel-Premier Tech     | 4:14:09 h (45,04 km/h) |
| 02.   | Michael Matthews     | AUS    | Team BikeExchange-Jayco | "                      |
| 03.   | Søren Kragh Andersen | DEN    | Team DSM                | "                      |
| 04.   | Alberto Bettiol      | ITA    | EF Education-EasyPost   | "                      |
| 05.   | Thomas Pidcock       | GBR    | Ineos Grenadiers        | "                      |
| 06.   | Alex Aranburu        | ESP    | Movistar Team           | "                      |
| 07.   | Felix Großschartner  | AUT    | Bora-hansgrohe          | "                      |
| 08.   | Gianluca Brambilla   | ITA    | Trek-Segafredo          | "                      |
| 09.   | Mathieu Burgaudeau   | FRA    | TotalEnergies           | "                      |
| 10.   | Stefan Küng          | SUI    | Groupama-FDJ            | "                      |

| Platz | Fahrer             | Nation | Team                | Zeit       |
| ----- | ------------------ | ------ | ------------------- | ---------- |
| 01.   | Stephen Williams   | GBR    | Bahrain Victorious  | 17:46:28 h |
| 02.   | Andreas Kron       | DEN    | Lotto Soudal        | + 0:06 min |
| 03.   | Geraint Thomas     | GBR    | Ineos Grenadiers    | + 0:07 min |
| 04.   | Andreas Leknessund | NOR    | Team DSM            | "          |
| 05.   | Stefan Küng        | SUI    | Groupama-FDJ        | + 0:10 min |
| 06.   | Marc Hirschi       | SUI    | UAE Team Emirates   | "          |
| 07.   | Sepp Kuss          | USA    | Jumbo-Visma         | "          |
| 08.   | Jakob Fuglsang     | DEN    | Israel-Premier Tech | "          |
| 09.   | Alexander Wlassow  | RUS    | Bora-hansgrohe      | "          |
| 10.   | Adam Yates         | GBR    | Ineos Grenadiers    | "          |

Etappe 5: Ambri – Novazzano (190,1 km)
Die fünfte Etappe führte von Ambrì nach Novazzano und endete mit einem hügligen Rundkurs, der dreimal absolviert werden musste. Nach dem Start folgte die Strecke dem Ticino flussabwärts durch das Valle Leventina. Vorbei an Biasca und Bellinzona ging es nach Cadenazzo, wo der Anstieg auf den Monte Ceneri (551 m) begann. Dieser Pass der 2. Kategorie wurde nach rund 65 Kilometern überquert, und die Fahrer gelangten nach der anschliessenden Abfahrt in den Grossraum von Lugano. Die Strecke führte danach entlang des Luganersees, ehe sie diesen beim Seedamm von Melide querte und nach Mendrisio führte, wo die Fahrer rund 80 Kilometer vor dem Ziel den finalen Rundkurs erreichten. Dieser war 28,5 Kilometer lang und wurde dreimal befahren. Auf jeder Runde mussten vier Anstiege absolviert werden, von denen jedoch nur jener nach Pedrinate über die Via Luigi Favre mit einer Bergwertung versehen war. Dieser Anstieg der 3. Kategorie führte über zweieinhalb Kilometer mit 7,7 % im Schnitt und wurde 8,5 Kilometer vor dem Ziel das letzte Mal passiert. Die letzten zwei Kilometer führten bei rund 6 % zum Ziel, das sich in Novazzano auf der Via Marcetto befand. Die beiden anderen Anstiege führten über zwei bzw. einen Kilometer nach Castel San Pietro (448 m) und Morbio Inferiore (402 m) und waren im Schnitt 5,1 % und 8,6 % steil. Zusätzlich wurde auf den beiden letzten Runden ein Zwischensprint in Mendrisio ausgefahren.
| Platz | Fahrer                | Nation | Team                  | Zeit                   |
| ----- | --------------------- | ------ | --------------------- | ---------------------- |
| 01.   | Alexander Wlassow     | RUS    | Bora-hansgrohe        | 4:30:28 h (42,17 km/h) |
| 02.   | Neilson Powless       | USA    | EF Education-EasyPost | "                      |
| 03.   | Jakob Fuglsang        | DEN    | Israel-Premier Tech   | "                      |
| 04.   | Geraint Thomas        | GBR    | Ineos Grenadiers      | "                      |
| 05.   | Diego Ulissi          | ITA    | UAE Team Emirates     | + 0:05 min             |
| 06.   | Felix Großschartner   | AUT    | Bora-hansgrohe        | + 0:06 min             |
| 07.   | Stefan Küng           | SUI    | Groupama-FDJ          | "                      |
| 08.   | Sergio Higuita        | COL    | Bora-hansgrohe        | "                      |
| 09.   | Maximilian Schachmann | GER    | Bora-hansgrohe        | "                      |
| 10.   | Sébastien Reichenbach | SUI    | Groupama-FDJ          | + 0:09 min             |

| Platz | Fahrer                | Nation | Team                  | Zeit       |
| ----- | --------------------- | ------ | --------------------- | ---------- |
| 01.   | Alexander Wlassow     | RUS    | Bora-hansgrohe        | 22:16:56 h |
| 02.   | Jakob Fuglsang        | DEN    | Israel-Premier Tech   | + 0:06 min |
| 03.   | Geraint Thomas        | GBR    | Ineos Grenadiers      | + 0:07 min |
| 04.   | Andreas Kron          | DEN    | Lotto Soudal          | + 0:14 min |
| 05.   | Stefan Küng           | SUI    | Groupama-FDJ          | + 0:16 min |
| 06.   | Sergio Higuita        | COL    | Bora-hansgrohe        | "          |
| 07.   | Neilson Powless       | USA    | EF Education-EasyPost | + 0:28 min |
| 08.   | Felix Großschartner   | AUT    | Bora-hansgrohe        | + 0:40 min |
| 09.   | Sébastien Reichenbach | SUI    | Groupama-FDJ          | + 0:43 min |
| 10.   | Andreas Leknessund    | NOR    | Team DSM              | + 0:44 min |

Etappe 6: Locarno – Moosalp (177,5 km)
Die sechste Etappe startete in Locarno und endete mit einer Bergankunft auf der Moosalp (2048 m). Nach dem Start am Luganersee folgte die Strecke dem Ticino stromaufwärts ins Valle Leventina und passierte dabei Bellinzona, Biasca und Airolo. Nach rund 80 Kilometern erreichten die Fahrer in Bedretto den Fuss des Nufenenpasses, der über 13,6 Kilometer bei einer Steigung von 7,8 % auf eine Höhe von 2478 Meter führte. Der Pass, der als höchster Punkt des Rennens mit einer Bergwertung der Hors Catégorie (HC-Kategorie) versehen war, wurde rund 90 Kilometer vor dem Ziel überquert. Anschliessend folgte eine lange Abfahrt nach Ulrichen, ehe die Strecke im Rhonetal über Fiesch, Brig und Visp in Richtung Südwesten führte. In diesem Streckenabschnitt wurden in Naters und Visp Zwischensprints ausgefahren. Kurz nach Visp begann in Stalden der Schlussanstieg auf die Moosalp, der bei einer durchschnittlichen Steigung von 7,6 % über 17,7 Kilometer führte. Der Schlussanstieg war ebenfalls als Bergwertung der HC-Kategorie klassifiziert.
| Platz | Fahrer              | Nation | Team                        | Zeit                   |
| ----- | ------------------- | ------ | --------------------------- | ---------------------- |
| 01.   | Nico Denz           | GER    | Team DSM                    | 5:11:14 h (34,21 km/h) |
| 02.   | Clément Champoussin | FRA    | AG2R Citroën Team           | "                      |
| 03.   | José Herrada        | ESP    | Cofidis                     | "                      |
| 04.   | Quinn Simmons       | USA    | Trek-Segafredo              | "                      |
| 05.   | Fausto Masnada      | ITA    | Quick-Step Alpha Vinyl Team | + 0:11 min             |
| 06.   | Quentin Pacher      | FRA    | Groupama-FDJ                | + 1:33 min             |
| 07.   | Roland Thalmann     | SUI    | Schweiz                     | + 1:46 min             |
| 08.   | Geraint Thomas      | GBR    | Ineos Grenadiers            | + 2:14 min             |
| 09.   | Sergio Higuita      | COL    | Bora-hansgrohe              | "                      |
| 10.   | Jakob Fuglsang      | DEN    | Israel-Premier Tech         | "                      |

| Platz | Fahrer                | Nation | Team                               | Zeit       |
| ----- | --------------------- | ------ | ---------------------------------- | ---------- |
| 01.   | Jakob Fuglsang        | DEN    | Israel-Premier Tech                | 27:30:30 h |
| 02.   | Geraint Thomas        | GBR    | Ineos Grenadiers                   | + 0:01 min |
| 03.   | Sergio Higuita        | COL    | Bora-hansgrohe                     | + 0:10 min |
| 04.   | Neilson Powless       | USA    | EF Education-EasyPost              | + 0:26 min |
| 05.   | Felix Großschartner   | AUT    | Bora-hansgrohe                     | + 0:34 min |
| 06.   | Andreas Leknessund    | NOR    | Team DSM                           | + 0:46 min |
| 07.   | Stefan Küng           | SUI    | Groupama-FDJ                       | + 0:49 min |
| 08.   | Andreas Kron          | DEN    | Lotto Soudal                       | + 1:00 min |
| 09.   | Domenico Pozzovivo    | ITA    | Intermarché-Wanty-Gobert Matériaux | + 1:07 min |
| 10.   | Sébastien Reichenbach | SUI    | Groupama-FDJ                       | + 1:29 min |

Etappe 7: Ambri – Malbun (194,6 km)
Die siebte Etappe startete in Ambrì und endete mit einer Bergankunft in Liechtenstein in Malbun (1560 m). Die Strecke folgte zunächst dem Ticino flussabwärts durch das Valle Leventina bis Biasca, wo die Fahrer in das Valle di Blenio gelangten. Nun begann die Strasse zu steigen, und die Strecke führte für knapp 30 Kilometer auf den Lukmanierpass (1976 m). Dieser Anstieg der 1. Kategorie wies eine durchschnittliche Steigung von 5 % auf und wurde rund 120 Kilometer vor dem Ziel passiert. Im Anschluss folgte eine lange Abfahrt, die die Fahrer über Disentis/Mustér in die Surselva führte, wo sie dem Vorderrhein stromabwärts in Richtung Osten folgten. Bevor Chur erreicht wurde, standen noch eine Bergwertung der 3. Kategorie in Flims (1112 m) und ein Zwischensprint in Domat/Ems auf dem Programm. Danach ging es weiter dem Rhein entlang in Richtung Norden, bis die Fahrer Maienfeld erreichten, wo sie auf den St. Luzisteig (711 m) fuhren, den sie 22,5 Kilometer vor dem Ziel passierten. Dieser Anstieg der 3. Kategorie wies auf einer Länge von 2,5 Kilometern eine durchschnittliche Steigung von 7,6 % auf und führte die Fahrer auf seiner Abfahrt ins Fürstentum Liechtenstein. Nachdem in Triesen der zweite Zwischensprint ausgefahren worden war, begann der 12,6 Kilometer lange Schlussanstieg nach Malbun, der mit der HC-Kategorie klassifiziert war. Die Steigung führte bei einem Schnitt von über 8 % zum Tunnel Gnalp–Steg, bei dem die Strasse auf etwa 5 % abflachte. Die letzten drei Kilometer führten mit einer Steigung von rund 10 % zum Ziel, das sich beim Parkplatz bei der Einfahrt nach Malbun befand.
| Platz | Fahrer                | Nation | Team                               | Zeit                   |
| ----- | --------------------- | ------ | ---------------------------------- | ---------------------- |
| 01.   | Thibaut Pinot         | FRA    | Groupama-FDJ                       | 5:06:39 h (38,07 km/h) |
| 02.   | Óscar Rodríguez       | ESP    | Movistar Team                      | + 0:25 min             |
| 03.   | Alexei Luzenko        | KAZ    | Astana Qazaqstan Team              | + 0:38 min             |
| 04.   | Sergio Higuita        | COL    | Bora-hansgrohe                     | + 1:19 min             |
| 05.   | Geraint Thomas        | GBR    | Ineos Grenadiers                   | + 1:30 min             |
| 06.   | Nicolas Prodhomme     | FRA    | AG2R Citroën Team                  | + 1:40 min             |
| 07.   | Jakob Fuglsang        | DEN    | Israel-Premier Tech                | + 1:48 min             |
| 08.   | Domenico Pozzovivo    | ITA    | Intermarché-Wanty-Gobert Matériaux | + 1:59 min             |
| 09.   | Sébastien Reichenbach | SUI    | Groupama-FDJ                       | + 2:09 min             |
| 10.   | Neilson Powless       | USA    | EF Education-EasyPost              | + 2:19 min             |

| Platz | Fahrer                | Nation | Team                               | Zeit       |
| ----- | --------------------- | ------ | ---------------------------------- | ---------- |
| 01.   | Sergio Higuita        | COL    | Bora-hansgrohe                     | 32:38:38 h |
| 02.   | Geraint Thomas        | GBR    | Ineos Grenadiers                   | + 0:02 min |
| 03.   | Jakob Fuglsang        | DEN    | Israel-Premier Tech                | + 0:19 min |
| 04.   | Neilson Powless       | USA    | EF Education-EasyPost              | + 1:16 min |
| 05.   | Domenico Pozzovivo    | ITA    | Intermarché-Wanty-Gobert Matériaux | + 1:37 min |
| 06.   | Sébastien Reichenbach | SUI    | Groupama-FDJ                       | + 2:09 min |
| 07.   | Stefan Küng           | SUI    | Groupama-FDJ                       | + 2:19 min |
| 08.   | Bob Jungels           | LUX    | AG2R Citroën Team                  | + 2:31 min |
| 09.   | Felix Großschartner   | AUT    | Bora-hansgrohe                     | + 2:47 min |
| 10.   | Andreas Leknessund    | NOR    | Team DSM                           | + 2:59 min |

Etappe 8: Vaduz – Vaduz (25,6 km)
Die achte und letzte Etappe wurde im Rahmen eines Einzelzeitfahrens ausgetragen, dessen Start und Ziel die Liechtensteiner Hauptstadt Vaduz war. Nach dem Start auf der Lettstrasse gelangten die Fahrer zum Rheinpark Stadion und folgten anschliessend dem Rhein stromabwärts. Bei Mauren drehte die Fahrtrichtung wieder gen Süden, und die Fahrer gelangten über Nendeln und Schaan zurück nach Vaduz, wo sich das Ziel vor dem Regierungsgebäude unterhalb des Schlosses Vaduz befand. Die Schlussetappe war identisch mit der zweiten Etappe der Tour de Suisse Women. Die Fahrerinnen bewältigten den Zeitfahrkurs vor den Fahrern.
| Platz | Fahrer                 | Nation | Team                        | Zeit                   |
| ----- | ---------------------- | ------ | --------------------------- | ---------------------- |
| 01.   | Remco Evenepoel        | BEL    | Quick-Step Alpha Vinyl Team | 0:28:26 h (38,07 km/h) |
| 02.   | Geraint Thomas         | GBR    | Ineos Grenadiers            | + 0:03 min             |
| 03.   | Stefan Küng            | SUI    | Groupama-FDJ                | + 0:11 min             |
| 04.   | Daniel Felipe Martínez | COL    | Ineos Grenadiers            | + 0:28 min             |
| 05.   | Bob Jungels            | LUX    | AG2R Citroën Team           | + 0:33 min             |
| 06.   | Maximilian Schachmann  | GER    | Bora-hansgrohe              | + 0:39 min             |
| 07.   | Felix Großschartner    | AUT    | Bora-hansgrohe              | + 0:55 min             |
| 08.   | Neilson Powless        | USA    | EF Education-EasyPost       | + 0:59 min             |
| 09.   | Jakob Fuglsang         | DEN    | Israel-Premier Tech         | + 1:02 min             |
| 10.   | Dylan van Baarle       | NED    | Ineos Grenadiers            | + 1:05 min             |

| Platz | Fahrer                 | Nation | Team                               | Zeit       |
| ----- | ---------------------- | ------ | ---------------------------------- | ---------- |
| 01.   | Geraint Thomas         | GBR    | Ineos Grenadiers                   | 33:07:09 h |
| 02.   | Sergio Higuita         | COL    | Bora-hansgrohe                     | + 1:12 min |
| 03.   | Jakob Fuglsang         | DEN    | Israel-Premier Tech                | + 1:16 min |
| 04.   | Neilson Powless        | USA    | EF Education-EasyPost              | + 2:10 min |
| 05.   | Stefan Küng            | SUI    | Groupama-FDJ                       | + 2:25 min |
| 06.   | Bob Jungels            | LUX    | AG2R Citroën Team                  | + 2:59 min |
| 07.   | Felix Großschartner    | AUT    | Bora-hansgrohe                     | + 3:37 min |
| 08.   | Daniel Felipe Martínez | COL    | Ineos Grenadiers                   | + 3:39 min |
| 09.   | Domenico Pozzovivo     | ITA    | Intermarché-Wanty-Gobert Matériaux | + 3:42 min |
| 10.   | Maximilian Schachmann  | GER    | Bora-hansgrohe                     | + 3:45 min |

## Wertungen im Verlauf
| Etappe         | Etappensieger      | Gesamtwertung     | Sprintwertung      | Bergwertung   | Nachwuchswertung | Teamwertung    |
| -------------- | ------------------ | ----------------- | ------------------ | ------------- | ---------------- | -------------- |
| 1              | Stephen Williams   | Stephen Williams  | Stephen Williams   | Quinn Simmons | Andreas Kron     | Bora-hansgrohe |
| 2              | Andreas Leknessund | Stephen Williams  | Andreas Leknessund | Quinn Simmons | Andreas Kron     | Bora-hansgrohe |
| 3              | Peter Sagan        | Stephen Williams  | Andreas Leknessund | Quinn Simmons | Andreas Kron     | Bora-hansgrohe |
| 4              | Daryl Impey        | Stephen Williams  | Andreas Leknessund | Quinn Simmons | Andreas Kron     | Bora-hansgrohe |
| 5              | Alexander Wlassow  | Alexander Wlassow | Andreas Leknessund | Quinn Simmons | Andreas Kron     | Bora-hansgrohe |
| 6              | Nico Denz          | Jakob Fuglsang    | Michael Matthews   | Quinn Simmons | Sergio Higuita   | Bora-hansgrohe |
| 7              | Thibaut Pinot      | Sergio Higuita    | Michael Matthews   | Quinn Simmons | Sergio Higuita   | Groupama-FDJ   |
| 8              | Remco Evenepoel    | Geraint Thomas    | Michael Matthews   | Quinn Simmons | Sergio Higuita   | Bora-hansgrohe |
| Wertungssieger | Wertungssieger     | Geraint Thomas    | Michael Matthews   | Quinn Simmons | Sergio Higuita   | Bora-hansgrohe |